# Omorgus alternans
Omorgus alternans là một loài bọ cánh cứng trong họ Trogidae. It occurs ở Úc.

## Hình ảnh

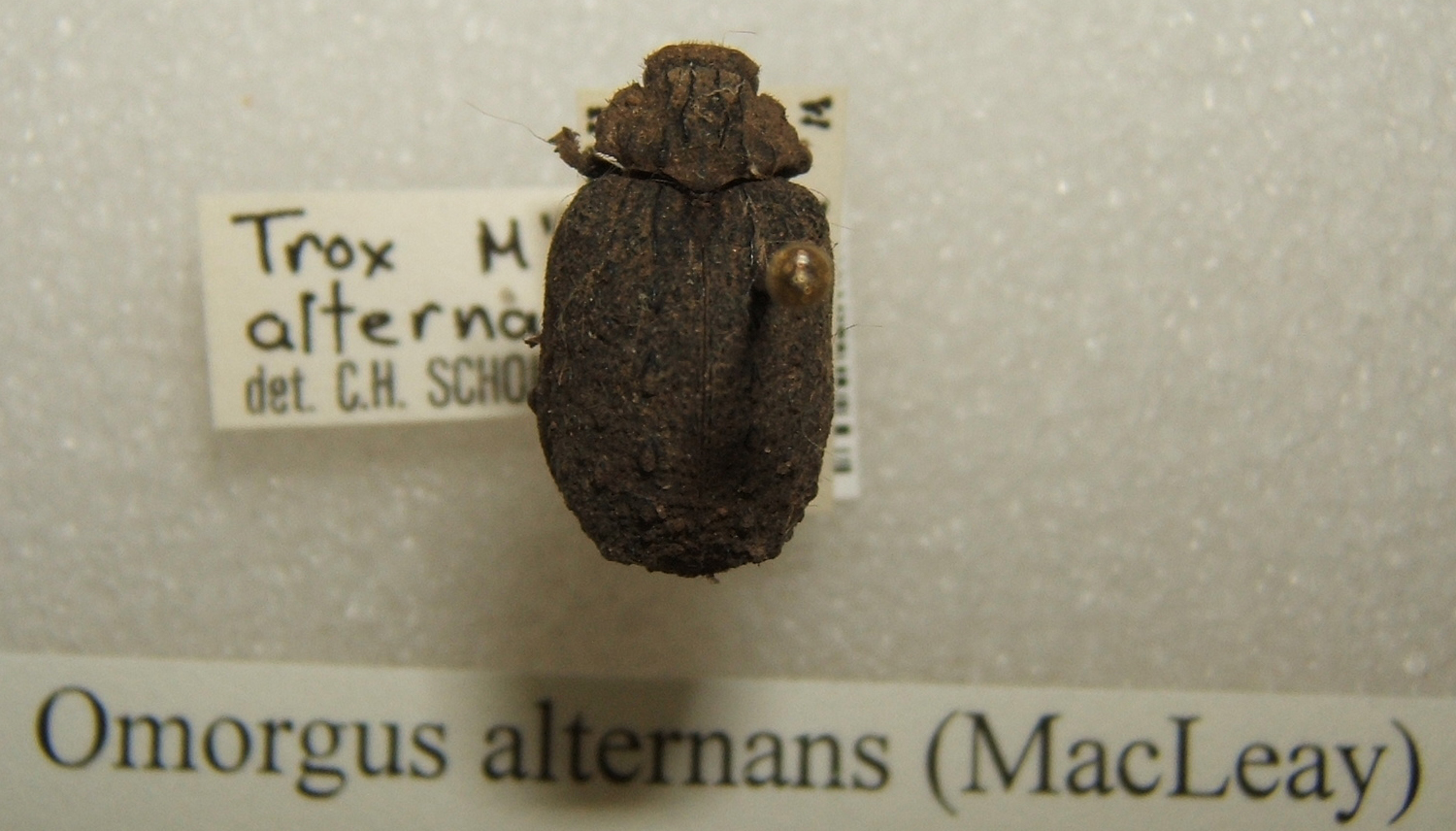